# Anstalt privaten Rechts
Eine Anstalt (Etablissement) privaten Rechts ist im Fürstentum Liechtenstein als eigenständige Rechtsform für ein Unternehmen bekannt.
Es handelt sich dabei um ein „rechtlich verselbständigtes und organisiertes, dauernden wirtschaftlichen oder anderen Zwecken gewidmetes, ins Handelsregister als Anstaltsregister eingetragenes Unternehmen, das einen Bestand von sachlichen, allenfalls persönlichen Mitteln aufweist und nicht öffentlich-rechtlichen Charakter hat oder eine andere Form der Verbandsperson aufweist.“

## Grundsätzliche Erscheinungsformen der Anstalt in Liechtenstein
Das liechtensteinische Rechtssystem kennt vier Grundtypen von selbständigen Anstalten (im engeren Sinne):
- die Anstalt nach öffentlichem Recht (Art 78 Abs 4 LV[3])
- die öffentlich-rechtliche Anstalt (Art 534 Abs 2 PGR),
- die gemeinwirtschaftliche Anstalt (Art 577 ff PGR) und
- die Anstalt nach privatem Recht (Art 534 Abs 1 PGR).

Die privatrechtliche Anstalt ist in Liechtenstein weitgehend im liechtensteinischen Personen- und Gesellschaftsrecht (PGR) geregelt.

### Rezeptionsgrundlage
Die Anstalt privaten Rechts wurde in Liechtenstein aufgrund von verschiedenen historischen Grundlagen herausgearbeitet und umgesetzt. Die wichtigsten Vorlagen waren
- die Anstalten kirchlichen Rechts (seit dem frühen Mittelalter),
- die Anstalten öffentlichen Rechts (seit etwa der Neuzeit),
- das österreichische Gesetz über die gemeinwirtschaftlichen Unternehmungen,
- das schweizerische Gesellschaftsrecht (siehe Art 52 ZGB).

### Systematische Einordnung
Die liechtensteinische Anstalt privaten Rechts ist ein zwischen der Körperschaft und der Stiftung stehendes Gebilde mit oder ohne Rechtspersönlichkeit.
Die privatrechtliche Anstalt nach liechtensteinischem Recht kann auch Mitglieder aufweisen (nicht nur Benutzer).

### Unterscheidung der Erscheinungsformen in der Praxis
In der Praxis werden die vielfältigen Möglichkeiten der Ausgestaltung der Anstalt nur wenig genutzt. In der Regel werden nach der Zweckverwendung der Anstalt:
- Anstalten, die ein nach kaufmännischer Art geführtes Gewerbe betreiben.[4]
- Anstalten, die kein nach kaufmännischer Art geführtes Gewerbe betreiben,[5]
  - Familienanstalten,[6]
  - gemeinnützige Anstalten,

unterschieden.

### Verkehrstypische Anstalt
Als verkehrstypische Anstalt wird in Liechtenstein die Ausgestaltung der Rechtsform der Anstalt verstanden, bei welcher:
- keine Mitglieder,
- kein in Anteile zerlegtes Kapital vorhanden ist und
- der Gründer weiterhin einen beherrschenden Einfluss auf die Anstalt hat, indem er
  - die Verwaltung der Anstalt bestimmen kann,
  - darüber bestimmen kann, wer Begünstigter (Destinatär) ist und wie viel diesem zugeteilt wird,
  - selbst Begünstigter sein kann,
  - das Recht zur Auflösung der Anstalt weiterhin innehat.

Die verkehrstypische Anstalt privaten Rechts ist somit eine Einpersonengesellschaft. Der Gründer beherrscht direkt oder indirekt alle Organe der Anstalt oder übt sämtliche Organfunktionen in eigener Person aus.
Häufig ist auch die "gründerrechtslose Anstalt" (auch: "Anstalt ohne Gründerrechte" oder "stiftungsrechtlich organisierte Anstalt") anzutreffen, bei welcher der Verwaltungsrat der Anstalt die Befugnisse des obersten Organs (Gründer) innehat. Eine temporäre Zwischenform bildet die "Anstalt mit untergehenden Gründerrechten". Bei der "Anstalt mit untergehenden Gründerrechten" gehen die Gründerrechte zu einem vorher bestimmten Zeitpunkt (meist mit dem Tod des Anstaltsgründers) unter.

## Aufbau

### Rechtspersönlichkeit
Die selbständige privatrechtlichen Anstalt erlangt durch die Eintragung im liechtensteinischen Handelsregister die Rechtsfähigkeit. Nach Art 579 PGR muss die privatrechtliche Anstalt mit einem ausreichenden Dotationskapital (Dotationsfonds, Anstalts- oder Widmungsfonds) ausgestattet werden. Durchwegs ist in Art 579 f PGR von Vermögenswerten die Rede, welche unmittelbar Geldwerte sind oder aber Schuldverschreibungen (Minimum CHF 30'000,--).

### Zweck der Anstalt privaten Rechts
Jeder wirtschaftliche und nicht-wirtschaftliche Zweck ist geeignet (abstrakte Zweckoffenheit).
Die Anstalt kann „zu irgendeinem beliebigen, bestimmten, vernunftgemäßen und möglichen Zwecke, der nicht widerrechtlich, unsittlich oder staatsgefährlich ist, errichtet werden, insbesondere auch zur Anlage von Vermögen, Verteilung von Erträgnissen, Zusammenfassung von Unternehmen durch Übertragung von Anteilen zur treuen Hand oder zum Erwerbe, zu familienfürsorglichen, gemeinnützigen, wohltätigen, andern persönlichen, unpersönlichen oder dergleichen Zwecken“ (Art 932a § 3 Abs. 1 PGR).

### Organisation
Das Anstaltsstatut muss das Rechtsverhältnis unter den Beteiligten oder unter einzelnen Gruppen von Beteiligten, durch Schaffung einer Organisation näher regeln und die Rechte und Pflichten dieser organisierten Beteiligten, wie gemeinsame Geltendmachung von Rechten gegenüber der Anstalt oder andern Beteiligten oder dergleichen ordnen (Art 545 PGR; Art 932a § 41 Abs. 1 PGR).
Das Anstaltstatut kann vom Gründer oder einem Dritten aufgestellt werden und muss als besondere Urkunde errichtet sein (Art 932a § 9 Abs. 1 PGR).

## Struktur und Gründung
Eine privatrechtliche Anstalt kann nach Art 535 Abs. 1 und 3 PGR von einer/m oder mehreren
- Einzelperson (en),
- Unternehmen,
- Gemeinwesen,
- Gemeindeverbänden,[9]
- nicht im Handelsregister eingetragenen Verbandsperson

gegründet werden. Wird die Anstalt treuhänderisch gegründet, wird in einen rechtlichen und einen wirtschaftlichen Gründer unterschieden. Der Gründer gegenüber dem Handelsregister ist stets der rechtliche Gründer (der fiduziarische Treuhänder). Der wirtschaftliche Gründer (der das Vermögen der Anstalt beisteuert) muss im Regelfall auch gegenüber dem Handelsregister nicht offengelegt. Die Gründerrechte stehen, sofern nicht abgetreten (Zession, Art 541 PGR), nur dem rechtlichen Gründer zu.

### Organe
Als Organe der privatrechtlichen Anstalt (Art 111 Abs 1 PGR) können sowohl natürliche Personen als auch juristische Personen berufen werden. Der Gründer kann seine Rechte in der privatrechtlichen Anstalt an die Verwaltung abgeben, so dass nach der Gründung nur noch die Verwaltung als oberstes Organ über bleiben kann (Art 182 Abs 1 PGR). Jeder Staatsbürger eines Mitgliedstaates des Europäischen Wirtschaftsraums kann uneingeschränkt Organ der privatrechtlichen Anstalt sein.

### Rechtsstellung des Gründers
Das oberste Organ der privatrechtlichen Anstalt ist nach Art 543 Abs 1 PGR der (rechtliche) Gründer, solange dieser die Aufgaben nicht an die Verwaltung der Anstalt oder andere Personen (Art 549 PGR) überträgt (zum Beispiel dem wirtschaftlichen Gründer). Bei der privatrechtlichen Anstalt ist der Gründer als oberstes Organ nur ein fakultatives Organ (Art 543 Abs 1 iVm Art 541 PGR), dass bestehen kann aber nicht muss.
Der wirtschaftliche Gründer erhält durch einen Mandatsvertrag oder durch die Zession der Gründerrechte die Möglichkeit, auf die Anstalt Einfluss zu nehmen.

#### Gründerrechte
Die einer oder mehreren Personen zustehenden Gründerrechte können nach Art 541 PGR
- abgetreten,
- übertragen,
- vererbt,

nicht aber
- verpfändet oder
- sonst belastet

werden.
Der Gründer oder durch die Anstaltsstatuten benannte Dritte können jederzeit die Statuten und insbesondere den Zweck unter Vorbehalt der Rechte der Gläubiger abändern, wie durch Erhöhung oder Herabsetzung des Anstaltsfonds, Änderung der Organisation und dergleichen (Art 549 PGR).
Es ist auch eine gründerrechtslose Anstalt möglich (stiftungsähnliche Anstalt). Gründerrechte sind daher kein zwingendes Merkmal der Anstalt selbst.

#### Anteilsinhaber
Neben den Gründeranteilen können in weiterer Folge, nach der Gründung der Anstalt, Anstaltsanteile an Dritte ausgegeben werden. Diese sind nicht Gründer und auch nicht Begünstigte, soweit dies im Anstaltsstatut nicht ausdrücklich vorgesehen ist.

### Anstaltsverwaltung
Die Anstaltsverwaltung kann vom Gründer selbst wahrgenommen werden, von Dritten aber auch von den Begünstigten (unabhängig davon, ob diese genussberechtigt sind oder nicht).

### Begünstigte
Begünstigte sind die in den Anstaltsstatuten benannten Personen. Solange nicht Dritte als Begünstigte (Bedachte, Genussberechtigte) eingesetzt worden sind, besteht die gesetzliche Vermutung, dass der Inhaber der Gründerrechte selbst Begünstigter ist (Art 545 Abs 1bis PGR).
„Der Gründer kann bei Familienanstalten in den Statuten bestimmen, dass den dritten, bestimmt bezeichneten Bedachten der ihnen unentgeltlich zukommende Anstaltsnutzen durch ihre Gläubiger im Wege der Zwangsvollstreckung oder des Konkurses gegen sie nicht entzogen werden darf; dies ist beim Eintrag ins Handelsregister anzumerken“ (Art 546 Abs. 1 PGR).
Die Rechte der Begünstigten richten sich auch nach den Regelungen gemäß dem Treuunternehmen. Die Begünstigten können auch Mitglieder der Anstaltsverwaltung oder des Kontrollorgans sein. Rechte und Pflichten der Begünstigten bestimmen sich durch die Verweisung in Art 551 Abs. 1 PGR auf Art 932a § 98 PGR, im Allgemeinen nach Gesetz oder Anstaltsstatut, gegebenenfalls nach dem Inhalte der über die Begünstigung ausgegebenen Wertpapiere und ergänzend nach den Vorschriften über die Treuhänderschaften im Allgemeinen (Art 932a § 94 Abs. 1 PGR).

#### Erweiterung des Begünstigtenkreises
Die Begünstigten müssen nicht namentlich in den Anstaltstatuten genannt sein, jedoch individualisierbar sein.
Die Anstaltsbegünstigung kann mit oder ohne Gegenleistung, wie durch Einkaufsgelder, laufende Beiträge oder dergleichen gemäß Anstaltsstatut mit oder ohne Ausgabe von Wertpapieren über die Begünstigung entstehen, sofern das Anstaltsstatut nicht eine gemeinnützige oder mit ähnlichem Zwecke ausgestatteten Zweck mit zum voraus nicht bestimmten Begünstigten oder mit unpersönlichen Begünstigungen oder dergleichen vorsieht (Art 932a § 80 Abs. 1 PGR).

#### Übertragung der Begünstigtenrechte
Die Begünstigtenrechte sind ganz oder teilweise übertragbar und vererblich, belastbar und pfändbar, soweit dies nicht im Anstaltsstatut ausgeschlossen wird oder ein höchstpersönliches Recht besteht (Art 932a § 122 Abs. 1 PGR).

#### Auskunftspflicht
Jedem Begünstigungsberechtigten ist auf Verlangen, „über alle Tatsachen und Verhältnisse, insbesondere über Stand und Anlage des“ (Anstalts-) „vermögens in billiger Weise Auskunft zu geben, in angemessenen Zeitabständen Bericht zu erstatten und Rechnung zu legen und sich auch darüber zu erklären, warum sie tatsächlich Vermögen einschließlich Erträgen nicht erhalten beziehungsweise nicht erzielt haben, welche sie nach dem gewöhnlichen Laufe der Dinge oder gemäss sonstigen Umständen hätten erhalten beziehungsweise erzielen sollen oder können“ (Art 932a § 68 Abs. 1 und 69 Abs. 1 PGR).
Diese gesetzlich vorgesehene Auskunftspflicht ist dispositiv ausgestaltet. Das Anstaltsstatut kann diesbezüglich eine andere Regelung vorsehen. Eine weitere Einschränkung findet sich in Art 932a § 68 Abs. 1 PGR so weit, dass den Begünstigungsberechtigten, einschließlich der Anwartschaftsberechtigten, nur soweit es deren Rechte betrifft, Auskunft zu geben ist.

### Kontrollorgan
In den Anstaltsstatuen kann vorgesehen werden, dass eine Revisionsstelle eingerichtet wird. Übt die Anstalt ein nach kaufmännischer Art geführtes Gewerbe aus, muss eine Revisionsstelle bestellt werden (Art 932a § 43 Abs. 1 PGR und Art 192 Abs. 8, 195 PGR).
In jedem Fall muss jährliche in Vermögensverzeichnis aufgestellt werden (Art 932a § 34 Abs. 1 PGR).

### Aufsicht
Bei Anstalten privaten Rechts, die keinen kaufmännischen Betrieb ausüben, kann vom Gründer (Inhaber der Gründerrechte), oder Gesamtrechtsnachfolger oder Willensvollstrecker des Inhabers der Gründerrechte, eine Überwachungsstelle vom Handelsregister eingesetzt werden (Art 932a § 154 Abs. 1 PGR).
Die Überwachungsstelle hat grundsätzlich jene Rechte und Pflichten, die das Amt für Justiz „bei der Bestellung oder nachher anordnet, mindestens aber jene, die der Aufsichtsrat bei der Aktiengesellschaft hat und ihre Mitglieder haben ergänzend die Stellung von“ Zusatzgründern (Art 932a § 156 Abs. 1 PGR).

### Firma
Der Name der eingetragenen Anstalt privaten Rechts kann auch eine Phantasiebezeichnung sein. Es handelt sich um den Namen, unter dem die Anstalt in das Handelsregister eingetragen wird, die Anstalt betrieben wird und zeichnet (Art 1011 PGR).
Die Anstalt privaten Rechts muss zwingend den Begriff: Anstalt führen, wobei auch ausländische Bezeichnungen zulässig sind (zum Beispiel: Etablissement).

### Verweisungen auf andere Bestimmungen im PGR
Die Vorschriften über Treuunternehmen mit Persönlichkeit finden auf die Bestimmungen der liechtensteinischen Anstalt privaten Rechts ergänzend Anwendung.
Für ausschließlich gemeinnützigen Zwecken dienende Anstalten ohne Mitglieder können die Vorschriften über die Aufsicht, Umwandlung und Aufhebung der liechtensteinischen Stiftung und auf Familienanstalten ohne Mitglieder die Vorschriften über die Familienstiftungen ergänzend Anwendung finden.
Weitere Verweisungen in Art 548 Abs. 2, 550 Abs. 2 PGR auf die Genossenschaft, die allgemeinen Vorschriften im PGR (zum Beispiel Art 166 ff, 170 Abs. 1, 245 Abs. 1 PGR).

## Haftung

### Anstalt
Grundsätzlich haftet für die Verbindlichkeiten der Anstalt gegenüber Dritten nur das Anstaltsvermögen (Art 548 Abs. 1 PGR). Eine persönliche Haftung der Beteiligten oder gesetzliche Nachschussverpflichtung besteht in der Regel nicht (Art 932a § 36 Abs. 1 PGR). Wie bei der Genossenschaft kann eine beschränkte Haftung oder Nachschusspflicht bestehen. Diese beschränkte Haftung oder Nachschusspflicht kann dem Gründer mit Wirksamkeit im Konkurse der Anstalt weder erlassen noch gestundet werden (Art 548 Abs. 2 PGR). Diese Verpflichtung zur beschränkten Haftung oder Nachschusspflicht können anstelle von Mitgliedern oder mangels solcher auch Dritte übernehmen (Art 548 Abs. 3 PGR).

#### Ausdehnung der Haftung
Im Anstaltsstatut kann bestimmt werden, dass auch das sonstige, nicht im Unternehmen oder sonst wie enthaltene Vermögen, wozu das Unternehmen selbst gehört, für dessen Verbindlichkeiten hafte (Art 932a § 37 Abs. 1 PGR).

#### Einschränkung der Haftung
Im Anstaltsstatut darf bei einer Anstalt privaten Rechts ohne kaufmännischen Betrieb und ohne Ausübung eines andern Gewerbes die zum Anstaltsregister zwecks Eintragung anzumeldende Bestimmung aufgenommen werden, dass nach Errichtung für das Unternehmen gültige private Verbindlichkeiten, abgesehen von Ansprüchen aus unerlaubten Handlungen, nur mit Zustimmung eines besonderen Organes oder der nächsten Anwärter oder Dritter eingegangen werden können, oder dass ein privater Gläubiger seine Befriedigung nur aus dem nicht zum Dotationsfonds gehörigen Vermögen oder nur aus den Erträgnissen oder weder aus dem Anstaltsvermögen noch aus dem Ertrage suchen darf, solange die Anstalt nicht beendigt ist (Art 932a § 38 Abs. 1 PGR). Weitere Einschränkungen sind möglich (Art 932a § 38 Abs. 2 ff PGR).

### Gründer
Soweit es das Anstaltsstatut nicht anders bestimmt und unter Vorbehalt unerlaubter Handlungen oder besonderer Vereinbarungen haften mehrere Gründer als solche für ihre infolge Errichtung der Anstalt privaten Rechts eingegangenen Verpflichtungen nicht solidarisch (Art 932a § 24 Abs. 1 und 142 ff PGR).

#### Haftung gegenüber der Anstalt
Gemäß Oberstgerichtlicher Rechtsprechung besteht kein Spurfolgerecht (Abweichung zu Art 932a § 30 Abs. 1 PGR).

#### Haftung gegenüber Dritten
Die außenvertretungsbefugten Organe der Anstalt haften einem gutgläubigen Dritten, dem sie durch absichtliche Täuschung unter der Vorgabe geschädigt haben, in dem sie vortäuschen:
- dass eine entgegen dem Anstaltsstatut oder Anstaltsvermögen hinausgehende Haftung oder Nachschusspflicht oder
- ein größeres als das tatsächliche Anstaltsvermögen bestehe
- oder dergleichen,

unbeschränkt und solidarisch, unter Vorbehalt ihres Rückgriffsrechtes gegen die Anstalt oder andere Personen, soweit sie bereichert sind oder sonst Nutzen gezogen haben (Art 932a § 36 Abs. 2 PGR).
Für unerlaubte Handlungen und Unterlassungen, die außenvertretungsbefugte Organe der Anstalt privaten Rechts in Ausübung ihrer Vertretungstätigkeit begangen haben, haften diese neben der Anstalt, im Übrigen unter entsprechender Anwendung der bezüglichen Vorschriften bei Verbandspersonen, unbeschränkt und solidarisch (Art 932a § 36 Abs. 4 PGR).

### Begünstigtenverantwortlichkeit
Haben Mitbegünstigte ein Anstaltsorgan zum Missbrauch seiner Rechte oder Pflichten veranlasst oder einem solchen Missbrauch zugestimmt, „so haften sie bis zur Höhe ihrer Begünstigtenrechte allein, darüber hinaus gemeinsam mit andern Fehlbaren den andern Anspruchsberechtigten für den entstandenen Schaden“ (Art 932a § 145 Abs. 1 PGR).

### Verantwortlichkeit Dritter als faktische Anstaltsorgane
Handelt der Anstalt gegenüber ein Dritter (auch Vertreter, Angestellte, sonstige Hilfspersonen und dergleichen der Anstalt) unter absichtlicher Täuschung,
- er sei als Organ der Anstalt dazu befugt, oder
- mischt er sich sonst unbefugt in die Geschäftsführung ein, oder
- erhält er in der vorgegebenen Eigenschaft als Organ der Anstalt oder in Kenntnis eines von einem andern begangenen Treubruches in unzulässiger Weise Anstaltsvermögen, oder
- zieht er sonst widerrechtlich oder in einer wider Treu und Glauben verstoßenden Weise Nutzen aus dem Anstaltsvermögen, oder
- hilft der Dritte in andern Fällen einem Organ wissentlich einen Treubruch zu begehen,

so haftet er gleich den außenvertretungsbefugten Organen und ist gleich diesen zur Auskunftsgabe verpflichtet (Art 932a § 146 PGR).

## Beendigung
Die Beendigung (Auflösung und Erlöschen) eines Treuunternehmens erfolgt regelmäßig wegen (Art 932a § 17 PGR):
- Konkurs wegen Zahlungsunfähigkeit oder Überschuldung,
- Aufhebungsverfahren wegen Widerrechtlichkeit, Unsittlichkeit oder Staatsgefährlichkeit des Zweckes oder staatsgefährlicher Tätigkeit,
- Vernichtbarkeitsverfahren wegen wesentlicher Mängel des Anstaltstatutes;
- freiwilliger Liquidation,
- Zeitablauf, und
- nach den für die Aufhebung einer Stiftung aufgestellten Regeln.

„Inwieweit die Auflösung einer Verbandsperson, Gesellschaft oder Firma, welche Gründerin oder Inhaberin einer Anstalt ist, ihre Auflösung zur Folge hat, ist vom Richter im Einzelfalle unter Würdigung aller Umstände zu beurteilen“ (Art 550 Abs. 1 PGR).
Die Anstalt privaten Rechts kann jederzeit aufgrund eines Beschlusses des Obersten Organes aufgelöst werden. Mit dem Liquidationsbeschluss des Obersten Organes wird/werden auch gleichzeitig der oder die Liquidatoren bestellt, welche die weitere Abwicklung übernehmen. Der Gründer kann auch selbst Liquidator für die Anstalt sein.

## Vorzüge der privatrechtlichen Anstalt
Die privatrechtliche Anstalt als juristische Person hat im Rechtsverkehr generell folgende Vorzüge vor anderen Rechtsformen:
1. sehr flexible Ausgestaltung der inneren Organisation möglich (zwingendes Organ ist nur der Verwaltungsrat),
2. das Grundkapital kann auch in Anteile zerlegt sein,
3. notwendiges Grundkapital mit CHF 30'000,-- (ca. EURO 20'000,--) relativ niedrig,
4. es ist auch eine stiftungsrechtliche Ausgestaltung möglich, wenn der Gründer auf die Gründerrechte verzichtet und dem Verwaltungsorgan überträgt,
5. die weitgehende Anonymität der hinter der Anstalt stehenden Personen ist gewährleistet.
6. die Anstalt (Gründerrechte) ist als Rechtsform leicht von einer Person auf eine andere Person übertragbar,
7. steuerrechtliche Vorteile (keine Couponsteuer).

Die privatrechtliche Anstalt nach liechtensteinischem Recht weist eine solche Flexibilität auf, dass diese z. B. sowohl körperschaftlich aber auch stiftungsähnlich ausgestaltet werden kann. Eine genaue Einordnung in bestimmte Schema ist aufgrund dieser Flexibilität nur schwer möglich.
Nicht zuletzt wegen dieser besonderen Flexibilität, die bis zur Auflösung der Grenze zwischen Anstalt und Stiftung bzw. den körperschaftlichen Verbandspersonen führen kann, ist die Anstalt privaten Rechts im Rechtsverkehr in Liechtenstein sehr beliebt und auch verbreitet. Die liechtensteinische Anstalt privaten Rechts ist daher in Europa in dieser Form und Flexibilität als juristische Person einzigartig.

## Entwicklung
Die Entwicklung der Bestandzahl der Anstalten umfasst alle im Handelsregister eingetragenen Anstalten in Liechtenstein und ist negativ. Die Daten wurden der Veröffentlichung des Handelsregisters in Liechtenstein entnommen, wie sie jährlich im Rechenschaftsbericht publiziert werden. Angaben jeweils zum 31. Dezember jeden Jahres. Vor dem Jahr 2007 existieren keine gesicherten Zahlen, lediglich Schätzungen. Im Zeitraum vom 31. Dezember 2007 bis zum 1. Januar 2020 wurden im Register rund 10.100 Anstalten privaten Rechts gelöscht (- 68 %). Bei weiterer Anhaltung dieser Entwicklung, wie in den Jahren 2007 bis 2020 mit jährlich fast 800 Löschungen, wird es spätestens 2025 in Liechtenstein keine Anstalten privaten Rechts mehr geben. Während der Aufbau auf einen Höchststand von 14.841 Anstalten privaten Rechts etwa 70 Jahre dauerte, würde die Reduktion auf einen Stand in den 1930er Jahren, sofern die Tendenzen der Löschungen anhalten, in nur rund 25 Jahren erreicht.
| 14841 | 14578 | 13835 | 12721 | 11486 | 10535 | 9423 | 8424 | 7540 | 6618 | 6009 | 5665 | 4983 | 4698 |
| 2007  | 2008  | 2009  | 2010  | 2011  | 2012  | 2013 | 2014 | 2015 | 2016 | 2017 | 2018 | 2019 | 2020 |

Beachte: Die Zahlenangaben im jeweils aktuellen Rechenschaftsbericht sind jeweils vom 31. Dezember jeden Jahres zum 1. Januar des nächsten Jahres nicht übereinstimmend und werden offensichtlich in jedem nachfolgenden Rechenschaftsbericht der Regierung nachkorrigiert. Es handelt sich daher bei diesen Zahlen für das aktuelle Jahr nur um vorläufige Angaben. Auf Grund der Kleinen Anfrage des Abgeordneten Harry Quaderer vom Oktober 2012 wurde von Regierungsrätin Aurelia Frick mitgeteilt, dass durch die „laufende Nacherfassung alter Registerkarten (…) Rechtseinheiten in die Handelsregister-Datenbank laufend ein- bzw. ausgetragen“ werden. „Diese Änderungen in der Bestandszahl werden nicht als »Neugründung« bzw. »Löschung« geführt, da der Vorgang nicht im aktuellen Jahr geschehen ist. Dies hat zur Folge, dass die Bestandszahl per 31.12. nicht mit der Zahl vom 1.1. des Folgejahres übereinstimmt“. Warum auch 10 Jahre nach dieser Anfrage immer noch "alte Registerkarten" laufend ein- bzw. ausgetragen werden und die Zahlen von einem ins andere Jahr nicht übereinstimmen, ist nicht ersichtlich.
Zur detaillierten Gesamtstatistik für alle Unternehmensformen in Liechtenstein: siehe Handelsregister (Liechtenstein).